# Lady Randolph Churchill
Jennie Spencer-Churchill, (født Jerome; 9. januar 1854, død 29. juni 1921), kendt som Lady Randolph Churchill, var en amerikansk født britisk societet, og Lord Randolph Churchills hustru og mor til den senere britiske premierminister Sir Winston Churchill.